# Taka Takata
Pour la chanson par Joe Dassin, voir Taka takata (chanson).
Pour les articles homonymes, voir Takata (homonymie).
Taka Takata est une série de bande dessinée humoristique mettant en scène le personnage éponyme créé par Jo-El Azara en 1965 sur un scénario de Vicq.

## Synopsis
Taka Takata apparaît dans le Journal de Tintin en août 1965 où il est classé premier à un référendum par les suffrages de lecteurs de tout âge.
Taka Takata est un militaire japonais extrêmement myope. Pilote, il appartient au 4e groupe de l'aviation d'assaut impériale. Doux et pacifique, il sert souvent d'exutoire à son colonel.
Taka Takata évolue dans le Japon des années 1960, un pays parfaitement reconstitué quoique quelque peu idéalisé. La puissance émergente de l'industrie est suggérée par une multitude de gadgets technologiques allant des postes radios aux téléviseurs en relief ! Les particularités de l'archipel, les tremblements de terre, l'insularité du pays ou l'omniprésence de la montagne sont présents en permanence dans les décors. De même, l'histoire japonaise, réelle ou mythologique, est systématiquement mise en scène, permettant au lecteur de découvrir Taka Takata en rōnin ou encore quelques dragons ou démons. Les personnages revêtent parfois la tenue traditionnelle et Jo-El Azara réutilise, avec beaucoup de bonheur, les estampes japonaises. Vicq emprunte de nombreuses expressions à la langue japonaise et les idiotismes extrême-orientaux tels que Banzaï ou l'adjectif Honorable précédant certains noms et qualificatifs, même péjoratifs, fleurissent à longueur de page. Enfin, la science-fiction n'est pas oubliée et de multiples extraterrestres parsèment les histoires. 
Jo-El Azara et Vicq parodient les grandes préoccupations de la guerre froide. Les vieux militaires ressassent leurs souvenirs de la Seconde Guerre mondiale. Des armes suprêmes fleurissent telles le frangipanol, puissant gaz mutagène, faisant irrésistiblement penser aux radiations ayant décimé Hiroshima. Les nombreux démêlés de Taka Takata avec le super-vilain, Mâchoires d'or, évoquent les films de James Bond. De même, les planches où des extraterrestres se promènent, cachés sous un déguisement humain, rappellent la série américaine Les Envahisseurs. Astronaute, Taka Takata explore même la Lune, Mars ou Vénus. Sous une apparente légèreté, les scénarios esquissent un univers loufoque, drôle et tendre.

## Personnages
- Taka Takata : soldat deuxième classe de l'aéronavale, myope et calme.
- Colonel Rata Hôsoja : irascible et mégalomane, avide de pousser l'armée vers la gloire.
- Adjudant Haté Jojo : second de Hôsoja.
- Kakao Suri : savant dont les inventions, toutes plus délirantes les unes que les autres, plongent l'armée japonaise dans des ennuis sans fin.
- Toushpa Hamamoto : ministre des armées, souvent victime des innombrables catastrophes causées par le 4e groupe de l'aviation d'assaut.
- Hassi Hamoto : général.
- Tumaboté Lebadudo : haut-gradé
- Taléché Mégodiyô : ordonnance du précédent
- Hobuzié Along Porteï : aviateur de seconde classe, spécialiste des blagues stupides.
- Mandarine Odorante : fiancée de Taka Takata, rarement ponctuelle à leurs rendez-vous.
- Tar Tang Piong : lama tibétain doté de pouvoirs psychiques lui permettant de faire léviter les objets.
- Habriko Konfi : garnement capricieux, fils du général.
- Mâchoires d'or : super-vilain, grand amateur de gadgets.
- Chang Poueng : pirate, bête et méchant.
- Taga Tagada : cousin de Taka Takata dont l'obsession est de regarder la télévision gratuitement chez ses voisins.
- Taga Taga : oncle de Taka Takata, vivant à la campagne.

Le recours à une lecture phonétique des noms dévoile les nombreux jeux de mots utilisés par Vicq pour construire les noms.

## Albums
1. Le batracien aux dents d'or (Le Lombard, 1969)
2. Kamikaze cycliste (Rossel et Dargaud, 1973)
3. Le lévitant lama (Rossel et Dargaud, 1973)
4. Opération survie (Rossel et Dargaud, 1974)
5. Le karatéka (Rossel et Dargaud, 1974)
6. Le caméléoscaphe (Dargaud, album broché 1977)
7. Silence, on vole !  (Azeko, 1994)
8. Takabossé monoto (Azeko, 1994)
9. Le petikado (Azeko, 1995)
10. Gare aux cigares (Azeko, 1997)
11. Ne perdons pas la tête (Azeko, 2002)
12. Opération boomerang (Azeko, 2005)
13. Taka Takata se mutine (Azeko, 2004)

Rééditions chez Azeko (auto-édition de Jo-El Azara) :
Les titres sont repris dans un ordre différent. Les albums reprennent l'histoire principale qui donne le titre à l'album mais contiennent d'autres histoires distinctes ou dans un ordre différent des précédentes éditions.
1. Kamikaze cycliste (1995)
2. Le lévitant lama (1997)
3. Le batracien aux dents d'or (2000)
4. Opération survie (2000)
5. Le karatéka (2003)